# Mathasuentha
Mathasuentha var ostrogotisk drottning i Italien, från 536 till 540. Hon var dotter till drottning Amalasuntha och dotterdotter till kung Theoderik den store. 
Hon gifte sig 536 med kung Witigis. De båda tillfångatogs av den justinianske generalen Belisarius och fördes till Konstantinopel, där maken dog barnlös. Mathasuentha gifte sig då med patriciern Germanus Justinus, en systerson till Justinianus I genom hans syster Vigilantia. 